# Omosessualità e buddismo
Il rapporto intercorrente tra il buddismo e l'orientamento sessuale può variare a seconda della tradizione e dell'insegnante a cui ci si affida. Secondo alcuni studiosi il buddismo originario sembra non aver posto alcuna stigmatizzazione speciale nei riguardi delle relazioni omosessuali, in quanto l'argomento non viene mai menzionato nei discorsi di Gautama Buddha.
Il terzo dei Cinque precetti afferma che è necessario astenersi dai comportamenti sessuali non appropriati. Fra le molte interpretazioni di quali siano questi comportamenti sessuali "non appropriati" ci sono: il rapporto sessuale al di fuori del matrimonio, l'attività sessuale svolta con un'altra persona senza il consenso del/la proprio/a partner, o il punto di vista - storicamente prevalente - secondo cui la definizione si limita a descrivere lo stupro, l'incesto e la zooerastia.

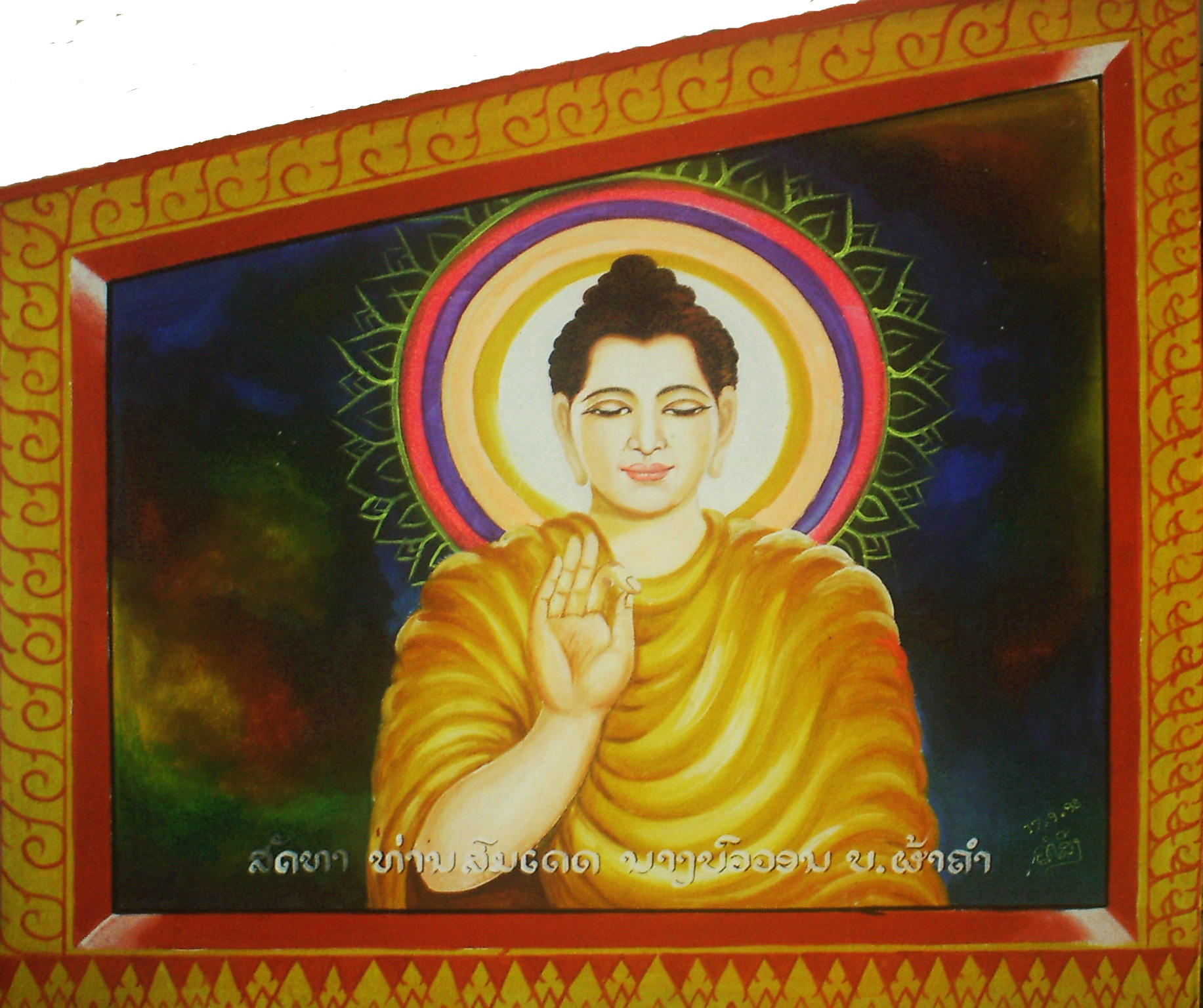
Gautama Buddha viene spesso ritratto come una figura di androgino e asessuale, come in questo dipinto in un monastero del Laos

## I seguaci e le pratiche monastiche
Nei primi Sutra del buddismo non viene specificamente menzionato "il comportamento sessuale umano accettabile o non accettabile" per le persone laiche. Quello di "condotta sessuale" è un termine ampio, soggetto all'interpretazione dei seguaci influenzati per forza di cose dalle norme sociali vigenti maggioritarie. Il primo buddismo sembra proprio essere stato del tutto silenzioso nei confronti delle relazioni tra persone dello stesso sesso.
Secondo il Canone pāli e gli Āgama  (le prime scritture sacre buddhiste) non vi è nulla che possa far supporre che le relazioni di genere, sia eterosessuali sia omosessuali, abbiano qualcosa a che vedere con la "cattiva condotta sessuale"; ciò fa esprimere l'opinione ad alcuni monaci del buddismo Theravada che le relazioni di genere non violino la regola che impone di evitare qualsiasi forma di violenza sessuale, il che significherebbe invece il non intrattenere rapporti sessuali con minori (qualcuno che è ancora protetto da un tutore o un genitore), con qualcuno che sia già fidanzato o sposato e infine con qualcuno che ha già preso i voti di celibato religioso.
Alcune tradizioni successive presentano delle restrizioni sul sesso non penetrativo (la sessualità non vaginale); alcuni testi buddisti citano il sesso non vaginale, compreso quello compiuto da uomini che hanno rapporti sessuali con altri uomini (il paṇḍaka), anche se le situazioni presentate sembrano coinvolgere esclusivamente il sesso coercitivo. Questa visione sessuale non vaginale non è basata su ciò che ha effettivamente detto il Buddha, ma ad alcuni testi più tardi riferibili ad Abhidharma.
Per quel che riguarda il monaco buddhista (bikkhu) il Vinaya (codice di disciplina monastica) vieta indiscriminatamente tutte le forme di attività sessuale, ma lo fa in termini puramente fisiologici, non facendo quindi alcuna distinzione morale tra le molte forme di relazione che elenca.
Tra i buddhisti vi è un'ampia varietà di opinioni sull'omosessualità. Il buddismo insegna che l'eccitazione sessuale, il piacere sessuale e il desiderio in genere costituiscono degli ostacoli se si vuole dirigersi verso lo stato illuminato (la Bodhi- il "risveglio") e dei tipi inferiori di piacere (vedi ad esempio Pīti, una parola in Lingua pāli tradotta spesso come "rapimento") rispetto a quelli derivanti da Dhyāna (pratica integrante di meditazione intensiva).
Purtuttavia la maggior parte dei buddhisti non hanno ancora ottenuto la capacità di perseguire abilità particolari nel campo della meditazione buddhista o in direzione dell'obiettivo finale costituito dall'illuminazione; per la maggior parte di essi l'obiettivo minimo è quello di raggiungere una vita quanto più priva di dolore possibile e, dopo la morte, riuscire a ottenere una reincarnazione migliore. Per questi buddhisti godere dei piaceri sensuali in modo non dannoso rappresenta la normativa da seguire.

## Testi buddhisti

### Testi antichi
Nei primi testi monastici come il succitato Vinaya (IV secolo a.C.) ai monaci maschi viene esplicitamente proibito di avere rapporti sessuali con qualsiasi dei Quattro generi: maschio, femmina, ubhatovyanjañaka e pandaka. I diversi significati di queste parole sono riportati in seguito. Dopo un certo periodo di tempo Gautama permise anche l'ordinazione delle donne, ma ha altresì proibito l'ordinazione ad altri tipi di persone, con eccezioni riguardanti alcuni tipi particolari di pandaka.
Le opinioni del Buddha contro certi tipi di persone che si uniscono al Sangha monastico (la comunità ordinata) sono spesso intesi a riflettere la sua preoccupazione di mantenere l'immagine pubblica della comunità come essenzialmente virtuosa; in alcuni casi questo viene esplicitamente indicato. L'accettabilità sociale era vitale per il Sangha dei primi tempi, in quanto non avrebbe potuto continuare a sopravvivere senza il sostegno materiale della società laica.

#### Ubhatovyanjañakas
La parola ubhatovyanjañaka è stata pensata per descrivere quelle persone che hanno caratteristiche sessuali sia maschili sia femminili: degli ermafroditi (vedi intersessualità). Nel Vinaya si dice chiaramente che l'ubhatovyanjañaka non dovrebbe essere ordinato, a motivo della possibilità che avrebbe potuto invogliare un monaco o una monaca a intraprendere una qualche attività sessuali con lui/lei.

#### Paṇḍakas
Pandaka è una categoria complessa che viene variamente definita in differenti testi buddhisti. Nei primi testi la parola sembra riferirsi a una classe socialmente stigmatizzata di uomini promiscui, sessualmente passivi, probabilmente che attuavano il travestitismo e infine con la possibilità che fossero dediti alla prostituzione maschile. Lo studioso thailandese Paisarn Likhitpreechakul sostiene che questi uomini particolari fossero raggruppati come una tipologia speciale, che soffriva d'impotenza a causa dell'assenza o comunque di un "deficit seminale", ma che non avessero a che vedere con il ruolo di genere.
I pandaka sono categorizzati con altri gruppi che vennero esclusi dall'ordinazione; quelli con anomalie fisiche come la sordità o il nanismo, o coloro che avevano commesso un qualche crimine. La storia del divieto dell'ordinazione dei pandaka nel Vinaya spiega che esso fu la risposta all'esempio di un monaco con un insaziabile desiderio di essere penetrato sessualmente dagli uomini - e che era molto richiesto da alcuni professionisti -; quest'incidente venne poi a sua volta collegato alla comunità più ampia diventando così una fonte di vergogna per l'intero Sangha.
Nel Sutra del Loto viene menzionato il fatto che un Bodhisattva non dovrebbe neppure avvicinarsi a un pandaka, proprio come affermano le regole monacali dei Vinaya. Nel Milindapañha viene menzionato il fatto che il pandaka assieme ad altri otto tipi di persone avrebbero rivelato certi particolari segreti.

### Persone LGBTQ nelle tradizioni più tarde
Alcuni commentatori moderni interpretano la parola ubhatovyanjañaka come comprendente quelle persone che, pur non essendo in una condizione di intersessualità, mostrano altresì alcune caratteristiche comportamentali e psicologiche sia maschili sia femminili, come ad esempio una donna che è attratta sessualmente dalle altre donne. Lo scrittore buddhista del V secolo Buddhaghosa descrive l'ubhatovyanjañaka come una persona col il corpo definito sessualmente ma con una "corrente di energia" inversa, ossia l'attuale distinzione dell'identità di genere. Leonard Zwilling sostiene che in questo racconto Buddhagosha non descrive infatti l'ermafroditismo, bensì la bisessualità o l'omosessualità.
In altri testi il termine pańḍaka può includere quelle persone nate come sessualmente indeterminate o senza sesso, l'eunuco, quella persona la cui impotenza "cambia ogni mezzo mese", un maschio che acquisisce la potenza sessuale assorbendo lo sperma di un altro maschio o facendo voyeurismo (spiando altre persone che hanno un rapporto sessuale). A volte include anche il maschio o la femmina con una qualche disfunzione sessuale, come l'impotenza o il ciclo mestruale irregolare. L'elemento comune pare esser dato da quella persona la cui sessualità e limitata fisiologicamente o colui che è sessualmente impotente. Queste tipologie prese nel loro insieme vengono quasi sempre rappresentate negativamente in quanto appartenenti alla classe dei paria; questo soprattutto nei testi più antichi. In contesti moderni la figura del paṇḍaka è a volte male interpretata come lesbismo, omosessualità maschile (gay), bisessualità, transgender o intersessualità, anche se nei tempi antichi un uomo che penetrava sessualmente un altro uomo o un paṇḍaka non era mai considerato lui stesso un paṇḍaka.
Alcuni testi di Abhidharma affermano che un paṇḍaka non può raggiungere l'illuminazione nel corso della propria vita, ma deve aspettare la reincarnazione come uomo o come donna. Ānanda - il cugino e uno dei primi discepoli di Gautama - è stato detto che fosse un paṇḍaka in una delle sue numerose vite precedenti, così come la monaca buddista Isidāsī (così si afferma nel Therigatha). In entrambi i casi la nascita come paṇḍaka era il risultato di un karma povero e l'idea che essere un paṇḍaka derivi dal cattivo comportamento avuto in una vita precedente è comune nella letteratura buddista. Asaṅga e Vasubandhu hanno discusso se un pandaka fosse in grado di essere illuminato o meno.
Nel Samantapasadika, un'opera del commentatore e studioso di Buddhaghosa appartenente al buddismo Theravada (V secolo) i paṇḍaka sono descritti come ricolmi di passioni contaminate (ussanakilesa), inconfondibilmente bramosi (avapasantaparilaha) e del tutto dominati dalla loro libido (parilahavegabibhuta). Gli scrittori del buddismo Mahayana del IV secolo Vasubandhu e Asanga sostengono che il paṇḍaka non ha alcuna disciplina per la pratica spirituale, a causa delle sue passioni contaminate sia nei confronti dei maschi sia delle femmine. Egli non ha la forza morale per contrastare queste passioni perché manca di modestia e di senso della vergogna. Incapace di contenersi, tale essere viene abbandonato dai genitori e rimanendo così mancante di tali legami non è più in grado di avere opinioni forti. Asanga, come Vasubandhu, rifiuta il riconoscimento di pandaka neanche come un laico buddhista per il motivo che tali persone sono incapaci di associarsi o di servire il Sangha. Asanga, però, li considera in grado di esercitarsi - se presi singolarmente - nel percorso di un laico se lo desiderano, ma senza ricevere il riconoscimento di fedele laico senza alcuna possibilità di essere introdotto nel Sangha. Una posizione simile a quella di Asanga è stata anche descritta nel Sutra del Loto, dove ai membri del Sangha viene consigliato di evitare il pañḍaka.
Le opinioni di Buddha contro alcuni tipi di persone che si uniscono al Sangha monastico sono spesso intese a riflettere la sua preoccupazione di sostenere l'immagine pubblica del Sangha come comunità virtuosa. L'accademico Peter Jackson, studioso della politica sessuale e del buddismo in Thailandia, specula che il Buddha era inizialmente riluttante a permettere alle donne di aderire al Sangha per questa stessa ragione. Jackson spiega:
L'accettabilità sociale era vitale per il Sangha, in quanto non poteva sopravvivere senza il sostegno materiale dalla società laica.
Diversi testi del buddismo Theravada affermano che i membri della classe paṇḍaka sono esclusi da una varietà di pratiche buddiste (oltre all'ordinazione):
- non possono agire come istruttori nelle cerimonie di ordinazione[32];
- non possono fare donazioni ai monaci mendicanti[32];
- non riescono a meditare[33]
- non hanno la capacità di comprendere il Dharma[24].

Gli studiosi classici di buddismo Mahāyāna come Shantideva e Aśvaghoṣa consideravano il sesso non-vaginale come una "cattiva condotta sessuale". Shantideva ha basato le sue opinioni a partire dal Saddharma-smrtyupasthana Sutra. Secondo lo studio condotto dal giapponese Kōgen Mizuno, il Saddharma-smrtyupasthana Sutra è connesso all'Abhidharmāmṛtarăraşāstra di Buddhaghośa ed è stato compilato dalla scuola Sarvāstivāda (forse da qualcuno legato a Ghoša dopo il II secolo). Nel grande "trattato sulla perfezione della saggezza" (in sanscrito Mahā-prajāāpāramitā-śāstra), il maestro della scuola Madhyamaka Nāgārjuna ha dichiarato che la restrizione alla sessualità non-vaginale è basata sull'azione coercitiva condotta verso il proprio coniuge.
Al contrario, i testi più tardi, in particolare gli scritti del buddismo tibetano, occasionalmente valutano positivamente il pańḍaka per la sua "medietà coscienziale" e il suo "equilibrio". Il paṇḍaka in queste opere tibetanee è tradotto con il termine ma ning ("senza genere" o "senza genitali"). Il monaco tibetano del XIII secolo Gyalwa Yang Gönpa, che era una delle figure significative della setta principale Drukpa, scrive di ma ning come di uno stato equilibrato tra la coscienza maschile e quella femminile. Yang Gönpa descrive ma ning come "il respiro continuo tra l'esalazione maschile e l'inalazione femminile" e come "il canale yogico equilibrato, in contrapposizione al canale maschile troppo stretto e a quello femminile troppo sciolto".
La maggior parte degli insegnamenti del buddismo Mahāyāna affermano che tutti gli esseri che correttamente praticano il Dharma possono raggiungere l'illuminazione, in quanto tutti possiedono una natura innata di Buddha. Lo stato di illuminazione è realizzabile anche in una sola vita.

## Giudizi delle scuole buddhiste sull'omosessualità
In genere il buddismo critica l'attaccamento alla sessualità senza fare particolare distinzione tra quella eterosessuale e quella omosessuale. Tradizionalmente i monaci delle scuole del buddismo Theravāda e della maggior parte delle scuole del buddismo Mahāyāna sono celibi e si astengono dall'attività sessuale, mentre i monaci di alcune scuole del buddismo Vajrayāna e di molte scuole del buddismo coreano e del buddismo giapponese invece possono sposarsi.
La condanna di alcune scuole buddhiste dell'omosessualità nei confronti dei laici è uno sviluppo del tardo buddismo. L'accademico buddhista indiano Ashvaghosha ritenne l'omosessualità sempre errata per la dottrina buddhista. Tali insegnamenti compaiono anche nel Śikṣāmuccaya che il Canone tibetano attribuisce a Śāntideva mentre il Canone cinese attribuisce la medesima opera a Dharmakīrti, nel Śikṣāmuccaya vengono descritti degli "inferni speciali" cui sono destinati gli uomini omosessuali. E lo scrittore tibetano Gampopa (1079-1153), uno dei fondatori del lignaggio tibetano Kagyu, proibì esplicitamente l'omosessualità nel suo commentario sul terzo precetto. Alcuni esponenti del buddismo in Asia hanno accettato l'omosessualità. Presso alcune scuole invece si considera qualsiasi attività sessuale, per quanto legittima, fonte di attaccamento, illusione (Māyā) e sorgente di sofferenza, per cui si esorta a una vita moderata o all'astinenza sessuale a prescindere dalle proprie inclinazioni.
Il venerabile monaco srilankese K Sri Dhammananda ha affermato che, a proposito dell'omosessualità:

### Buddismo Theravada
In Thailandia esiste la tradizione che propone "l'omosessualità nascere come una conseguenza karmica, cioè di aver violato le prospettive buddiste contro la cattiva condotta eterosessuale. Questa prospettiva karmica descrive l'omosessualità come una condizione congenita che non può essere alterata, almeno nella vita corrente di una persona omosessuale, richiede pertanto la compassione e la comprensione da parte della popolazione non omosessuale".
Alcuni recenti racconti buddhisti thailandesi (risalenti alla fine degli anni ottanta) hanno "descritto l'omosessualità come una volontaria violazione del comportamento naturale eterosessuale dovuta alla mancanza di controllo etico degli impulsi sessuali". L'accademico australiano Peter Jackson, studioso e di politica sessuale e buddismo in Thailandia, scrive che queste posizioni rappresentano "due grandi scuole di pensiero sull'omosessualità [che] sono attuali tra gli scrittori buddhisti thailandesi contemporanei, una l'accetta mentre l'altro no. Il fattore chiave che differenzia le posizioni divergenti è la concettualizzazione dell'autore sull'origine dell'omosessualità; coloro che, assumendo una posizione liberale, sostengono che si tratta di una condizione che è al di fuori del controllo cosciente degli uomini e delle donne omosessuali e che ha origine nelle cattive azioni compiute in una vita passata, mentre i secondi sostengono che l'omosessualità è una violazione voluta dei principi etici e naturali sostenendo una posizione antagonistica".
Peter Jackson sostiene che lo svilupparsi dell'AIDS nel corso degli anni ottanta ha causato uno spostamento della percezione in Thailandia per quanto riguarda i Kathoey (i transgender thailandesi), "ponendo l'omosessualità piuttosto che il sesso in sé al centro del concetto", il tutto associato a "uno spostamento negli atteggiamenti buddhisti dalla tolleranza relativa dell'omosessualità alla condanna".
Nel 1989 il Corpo supremo di governo del Sangha thailandese ha affermato che ai Kathoey è vietato l'essere ordinati. La loro dichiarazione è stata apparentemente lasciata senza esecuzione in alcuni monasteri, fino a quando Phra Pisarn Thammapatee (AKA Phra Payom Kalayano), uno dei monaci più eminenti del paese, il quale ha chiesto nel 2003 che 1 000 monaci gay venissero cacciati dal Sangha e che venisse messo in atto un miglioramento nei processi di screening per evitare qualsiasi postulante gay.

### Buddismo tibetano
Gampopa (XII secolo), uno dei principali maestri della scuola Kagyu del buddismo tibetano, seguì la tradizione buddista indiana, partendo dai testi di Vasubandhu del III secolo, che affermano che il sesso orale e il sesso anale, sia con un uomo sia con una donna, sono violazioni del terzo precetto per quanto riguarda il comportamento sessuale inappropriato. Longchenpa, fondatore nel XIV secolo della scuola di Nyingma, citando i testi del buddismo Mahāyāna risalenti al III secolo del maestro indiano Asaṅga, ha elaborato che un comportamento sessuale inappropriato comprende anche l'uso delle mani come parti inappropriate del corpo per condurre l'attività sessuale. Allo stesso modo, il suo predecessore nella scuola Gelug Tsongkhapa aderisce anch'egli a tali regole nei suoi studi.
I successivi maestri tibetani di tutte e cinque le scuole del buddismo tibetano accettano tutte queste specificazioni come sono delineate nei primi testi buddisti indiani.
Il tardo Lama Thubten Yeshe, un Gelugpa e ideatore della Fondazione per la preservazione della tradizione mahayana, ha indicato di non considerare l'omosessualità come un comportamento sessuale scorretto. Egli ha dichiarato: "la mia opinione personale sul fatto che l'uomo rimanga con l'uomo e la femmina con la femmina non lo considero come buono o cattivo, questo è il mio parere, non è un grosso problema, è anzi molto semplice".
Ernst Schäfer durante una delle Spedizioni naziste in Tibet, precisamente quella del 1938-39, nel suo resoconto dell'omosessualità tibetana descrive le varie posizioni prese dai vecchi Lama con i ragazzi più giovani e continua a spiegare come l'omosessualità ha svolto un ruolo importante nella politica di più alto livello del Tibet. Ci sono pagine di attenta osservazione dei popoli himalayani impegnati in una serie di atti intimi.
Nel 1999 in un'intervista concessa ad Alice Thompson, ha dichiarato: "vogliono che si condisca l'omosessualità, ma io sono un buddhista e per un buddhista un rapporto tra due uomini è sbagliato: anche un comportamento omosessuale all'interno del matrimonio è sbagliato". Parlando di masturbazione e di sesso orale ha anche detto che "se un individuo non ha fede, questa è una questione diversa ... Se due uomini si amano veramente e non sono religiosi, allora così è bene anche per me".
In un'intervista data a Wikinotizie, Tashi Wangdi, il rappresentante ufficiale del Dalai Lama, ha ulteriormente elaborato la sua prospettiva su questi punti di vista. Se una persona dovesse impegnarsi nell'omosessualità, "una persona non sarebbe considerata come se stesse seguendo correttamente tutti i precetti dei principi buddhisti; ma la gente non segue tutti i principi, solamente poche persone possono sostenere di star seguendo tutti i principi. Se in qualsiasi religione si chiede di affermare che una menzogna è un peccato - così dicono i cristiani - si dirà di sì, ma poi troverai pochissime persone che ad un certo punto del loro vita non abbiano mentito. L'omosessualità è un atto, ma è possibile dire che una persona che è omosessuale non è un buddhista o dire che qualcuno che dice una menzogna non è buddhista o qualcuno che uccide un insetto non è buddista, perché c'è una forte ingiunzione contro questi atti".

#### Opinioni del XIV Dalai Lama

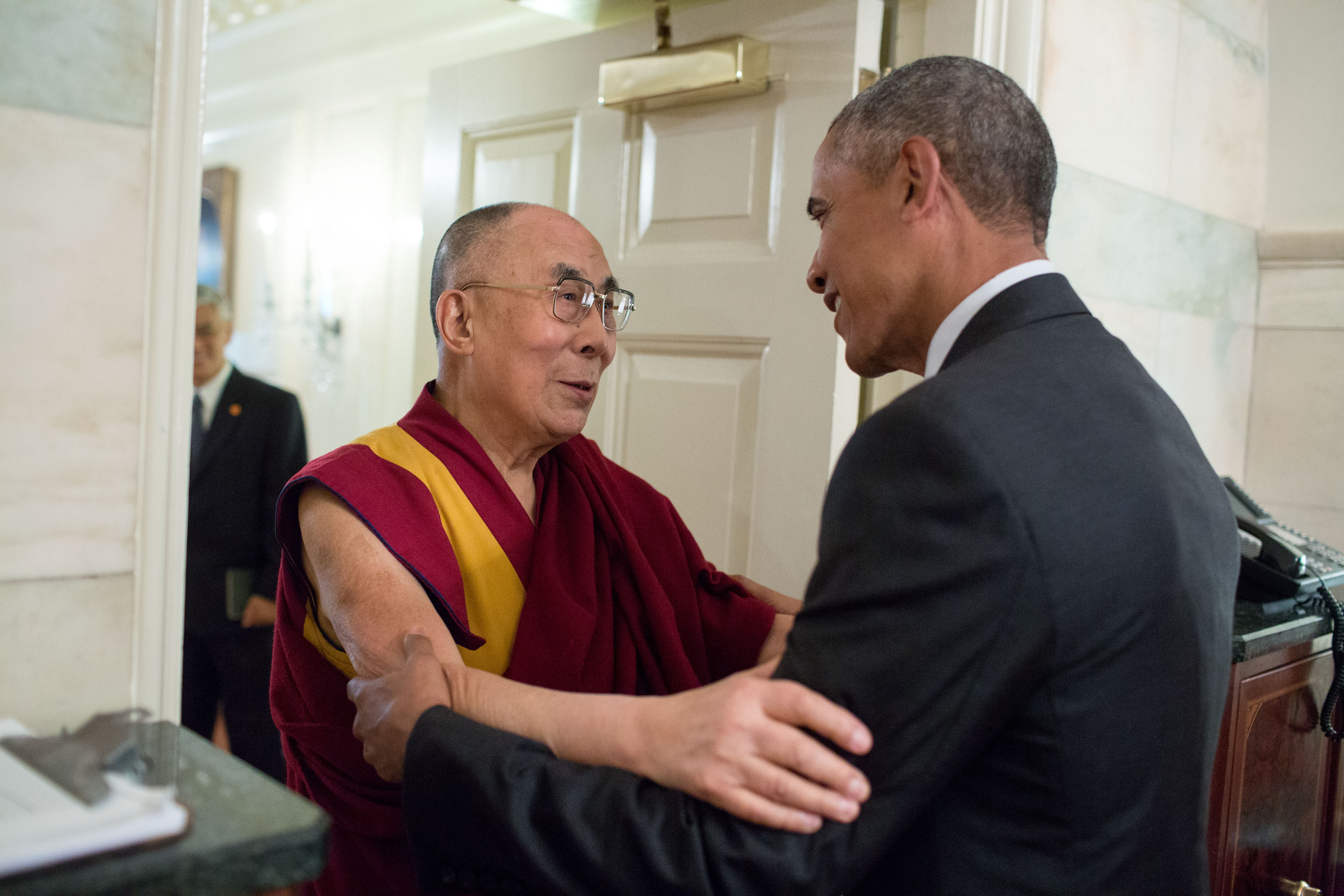
Il 14º Dalai Lama, Tenzin Gyatso, premio Nobel per la pace nel 1989, assieme al presidente degli Stati Uniti d'America Barack Obama nel 2016

L'attuale XIV Dalai Lama, Tenzin Gyatso, segue la tradizionale affermazione buddhista tibetana che il comportamento sessuale inappropriato include anche il sesso tra lesbiche e gay anzi, qualsiasi forma di sessualità differente dal rapporto pene-vagina con il proprio partner monogamico, compreso il sesso orale, il sesso anale e la masturbazione reciproca.
In un'intervista concessa nel 1994 ha dichiarato: "Se qualcuno viene da me e chiede se l'omosessualità sia giusta o no, mi chiedo: qual è il parere del tuo compagno? Se entrambi concordano, penso che direi che se due maschi o due femmine accettano volontariamente di avere reciproca soddisfazione senza ulteriori implicazioni di danneggiare gli altri, allora questo può essere anche considerato giusto". [46]
Tuttavia nel suo libro di Beyond Dogma del 1996 egli afferma: "Un atto sessuale è considerato corretto quando le coppie usano gli organi destinati al rapporto sessuale e nient'altro ... l'omosessualità, sia fra uomini che tra donne, non è in sé non appropriata. Ciò che è improprio è l'uso di organi già definiti inadatti per il contatto sessuale".
In questa discussione bisogna capire che l'argomento controverso è un comportamento sessuale inappropriato per un praticante buddhista, in quanto il Dalai Lama ha ripetutamente "espresso il suo appoggio al pieno riconoscimento dei diritti umani per tutti, indipendentemente dall'orientamento sessuale". Ha spiegato nel 1997 che: "fa parte di ciò che noi buddhisti chiamiamo comportamento sessuale cattivo. Gli organi sessuali sono stati creati per la riproduzione tra l'elemento maschile e l'elemento femminile e tutto ciò che devia da questo non è accettabile da un punto di vista buddhista", mentre il sesso non-procreativo pene-vagina non è considerato un comportamento sessuale cattivo.
Il Dalai Lama ha ammesso che c'è una differenza tra le opinioni dei credenti e dei non credenti: "dal punto di vista buddhista, uomini con uomini e donne con donne sono generalmente considerati cattivi comportamenti sessuali. Dal punto di vista della società, le relazioni omosessuali possono essere di reciproco vantaggio, piacevoli e finanche innocue". Ha citato a proposito i testi buddhisti indiani di Vasubandhu, Asaṅga e Ashvaghosha come fonti su ciò che costituisce un comportamento sessuale inappropriato.
Quattro anni prima era stato incerto se un rapporto sessuale non abusivo e reciprocamente gradevole sarebbe accettabile nei principi generali del buddismo. Tuttavia aveva difficoltà a immaginare la meccanica del sesso omosessuale, dicendo che la natura aveva organizzato gli organi in maschili e femminili "in modo tale che sia molto adatto ... Gli organi dello stesso sesso non possono gestirsi bene". Il Dalai Lama ha ripetutamente detto ai gruppi LGBT che non riesce a riscrivere i testi. Pensa che questo sia il tipo di argomento che dovrà essere discusso da un consiglio di anziani buddhisti di tutte le tradizioni. Solo un tale consiglio potrebbe modificare le questioni riguardanti il Vinaya e l'etica buddhista. Il Dalai Lama raccomanda inoltre di riconsiderare e rivedere la questione dell'uguaglianza di genere, in particolare nei riti e nelle cerimonie monastiche.
Infine in un'intervista del 10 marzo 2014 il Dalai Lama ha dichiarato che il matrimonio gay è "ok", a condizione che esso non sia in contraddizione con i valori della religione che si è scelta.

### Buddismo giapponese

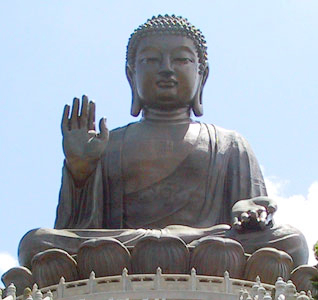
Statua del Buddha sull'isola di Lantau

Le culture dell'India, del Tibet, della Cina, del Sud-est asiatico e del Giappone, aree dove il buddismo era o è tuttora presente come una delle religioni principali, storicamente non si sono mai preoccupate del tipo di attività sessuale umana o dell'oggetto del desiderio dei loro credenti.
Alcuni scrittori occidentali non hanno mancato di notare la forte tradizione storica della bisessualità e dell'omosessualità celebrata apertamente nelle istituzioni buddiste maschili giapponesi. Quando il sacerdote del buddismo Tendai Genshin (942-1017) criticò duramente l'omosessualità come immorale, altri interpretarono la sua critica come un atto di "possessione" poiché gli accoliti non la riconobbero proprio come legittima.
Il Chigo Monogatari narra diffusamente delle storie di amore tra i monaci e i loro allievi ed esse furono assai popolari; simili relazioni sembrano essere state molto comuni. Nel corso del XV secolo, il monaco Zen Ikkyū Sōjun (1394-1481) scrisse: "segui la regola del celibato e sarai solo un somaro"; più tardi affermò che siccome rimase "esaurito dai piaceri omosessuali", finì col prendersi una moglie.
I viaggiatori cristiani occidentali in Giappone del XVI secolo notarono (con sommo disgusto) la prevalenza e l'accettazione di forme di omosessualità tra i buddhisti giapponesi. Il sacerdote della compagnia di Gesù Francis Cabral scrisse nel 1596 che "abominazioni della carne e abitudini viziose vengono considerate in Giappone come onorevoli: gli uomini di fiducia affidano i figli ai bonzi per essere istruiti in tali cose e allo stesso tempo per servire la loro lussuria".
Un letterato buddhista giapponese, Kitamura Kigin, parlando a un pubblico cristiano disse che le interpretazioni giapponesi di Gautama Buddha nel 1676 dicevano che l'eterosessualità avrebbe dovuto essere evitata dai preti e che l'omosessualità avrebbe invece dovuto essere permessa:
Come l'acqua che scende dal picco di Tsukubane per formare le profonde acque del fiume Minano questo amore ha sorpassato in profondità l'amore tra uomini e donne in questi ultimi giorni. È come una piaga non solo per il cuore degli aristocratici e dei cortigiani ma anche per il cuore dei combattenti coraggiosi. Persino gli abitanti delle montagne che tagliano gli arbusti per farne combustibile hanno imparato a ricevere piacere all'ombra di giovani alberi.»
(Wild Azaleas (1676).)
Secondo una leggenda popolare giapponese successiva, ha addirittura attribuito l'introduzione dell'omosessualità monastica in Giappone al fondatore del buddismo Shingon Kūkai, anche se gli studiosi oggi respingono la veridicità di una tale affermazione, sottolineandone la sua rigorosa adesione al Vinaya. Tuttavia una tale leggenda è servita per "affermare le relazioni di pederastia (tra uomini e ragazzi) nel Giappone del XVII secolo".  Il Bodhisattva Mañjuśrī della saggezza viene considerato essere un difensore delle pratiche omosessuali.
Lo Jōdo Shinshū, la forma prevalente di buddismo giapponese (con una presenza significativa negli Stati Uniti d'America, dice che "non c'è una differenza di base tra eterosessualità e omosessualità". In accordo con questo principio offre riti religiosi per le coppie omosessuali. Questa tradizione di accettazione delle relazioni omosessuali risale al Giappone antico, interrompendosi brevemente solo dopo la metà del XIX secolo (quando le nazioni occidentali suggerirono un divieto).
Gli insegnamenti del Tantra affermano che alcune tipologie di atti sessuali sono dannose per il sottile sistema di energia del corpo. Dato che questi sistemi di energie sono uno dei punti più importanti e complicati della pratica tantrica, si insegna a evitare questi atti con più enfasi di quanto faccia la pratica convenzionale basata sui Sutra.

#### Il buddismo Nichiren
All'interno del buddismo Nichiren, sviluppato a partire dagli insegnamenti del monaco Nichiren Daishonin, e in particolare nell'ambito della Soka Gakkai, si sono sviluppate iniziative e organizzazioni dedicate a persone LGBT.
In Italia esiste un gruppo, Arcobalena (nato nel 1992 contemporaneamente a un'iniziativa analoga nella Soka Gakkai americana) per persone LGBT buddhiste e non solo (il gruppo è aperto a tutti). È attivo a Roma, Bologna, Palermo, Napoli, e in molte altre città.
Nichiren Daishonin chiarisce la questione dei precetti (regole di comportamento per i monaci), specificando che l'unico precetto che viene richiesto ai laici è il precetto di Diamante, cioè non smettere mai di recitare Nam Myoho Renge Kyo.
Arcobalena, seguendo e ispirandosi a questa forma di buddismo, è nato per sostenere tutte le persone GLBT che intendono dare valore alla loro natura e aiutarle a ottenere la buddità nella forma presente. Non è facile ottenere l'illuminazione se fingi di essere altro da quello che sei per compiacere il tuo ambiente. L'Arcobalena da anni partecipa ai Pride nazionali per testimoniare che questo buddismo può far brillare le vite di tutti, al di là delle infinite differenze di genere. Nel 2012 una rappresentanza dei gruppi Arcobalena italiani e tedeschi ha partecipato al World Pride di Londra. Da anni, inoltre, tiene contatti con i gruppi glbt americani e giapponesi (Gruppo B-net di Tokyo). 
(Daisaku Ikeda, Presidente Soka Gakkai Internazionale, messaggio del 5 maggio 2006, per la "Conferenza Gay, Lesbiche, Bisessuali e Transgender della SGI-USA FNCC 2006")

### Buddismo cinese
Sul rapporto tra buddismo e omosessualità in Cina il teologo di origini singalesi del metodismo Lynn de Silva scrive: "generalmente l'atteggiamento è stato di tolleranza. Matteo Ricci, missionario gesuita che ha vissuto in Cina per 27 anni a partire dal 1583, ha espresso orrore nei riguardi dell'atteggiamento aperto e tollerante che i cinesi avevano nei confronti dell'omosessualità e naturalmente ha visto tutto questo come una prova della degenerazione strisciante presente nella società cinese"
Il venerabile Hsing Yun, una delle figure di primaria importanza del buddismo cinese contemporaneo, ha affermato che il buddismo non dovrebbe mai insegnare l'intolleranza nei confronti dell'omosessualità e che la gente dovrebbe invece cercare di espandere la propria mente:
La stessa analisi può essere applicata anche all'omosessualità. La gente mi chiede spesso cosa penso nei riguardi dell'omosessualità. Si chiedono, è giusto, è sbagliato? La risposta è che non è né giusto né sbagliato. È solo qualcosa che la gente fa. Se le persone non si danneggiano reciprocamente, la loro attività omosessuale fa solo parte della propria vita privata. Dobbiamo essere tolleranti e non respingerli.
Tuttavia servirà ancora un po di tempo al mondo per accettare pienamente l'omosessualità. Tutti noi dobbiamo imparare a tollerare il comportamento degli altri. Proprio come speriamo di espandere la nostra mente per includere tutto l'universo, quindi dobbiamo anche cercare di espandere la nostra mente per includere tutte le molte forme di comportamento umano.
La tolleranza è una forma di generosità ed è una forma di saggezza. Non c'è nulla nel Dharma che dovrebbe mai portare chiunque a diventare intollerante. Il nostro obiettivo come buddisti è quello di imparare ad accettare tutti i tipi di persone e di aiutare tutti i tipi di persone a scoprire la saggezza degli insegnamenti di Gautama Buddha Shakyamuni.»
(- Hsing Yun, Buddismo Puro e Semplice, pp. 137-138)
Hsing Yun è uno degli autori più venduto in tutta la "Sinosfera" (il mondo di lingua cinese), nonché un sostenitore del "buddismo umanistico", un approccio di riforma del buddismo cinese per soddisfare le esigenze dei laici contemporanei. In quanto tale, le sue opinioni possono non essere del tutto riflettenti le vecchie opinioni buddiste cinesi. Tuttavia, in una precedente discussione (1998), viene citato per aver osservato che "secondo il buddismo qualsiasi coinvolgimento emotivo, sia omosessuale che eterosessuale, è una forma di attaccamento... e quindi è anche una fonte di sofferenza"; mentre quando il tema dell'omosessualità in particolare si avvicinò "il maestro ha parlato più forte, chiamando l'omosessualità una prospettiva perversa (xiejian)".
Un esempio di visione più antica in opposizione all'omosessualità è quella data dal maestro tradizionale Hsuan Hua, una figura importante per il buddismo sia in Cina sia negli Stati Uniti. Maestro Hsuan Hua ha affermato che l'omosessualità "coltiva i semi che portano alla rinascita nei regni inferiori dell'esistenza". Nel suo commento sul Sutra dei quarantadue capitoli ha descritto l'omosessualità come un comportamento causato dalla confusione, come prodotto dei desideri sessuali.
Le tradizioni cinesi attribuiscono comportamenti omosessuali anche all'Imperatore Giallo, il primo imperatore della Cina.

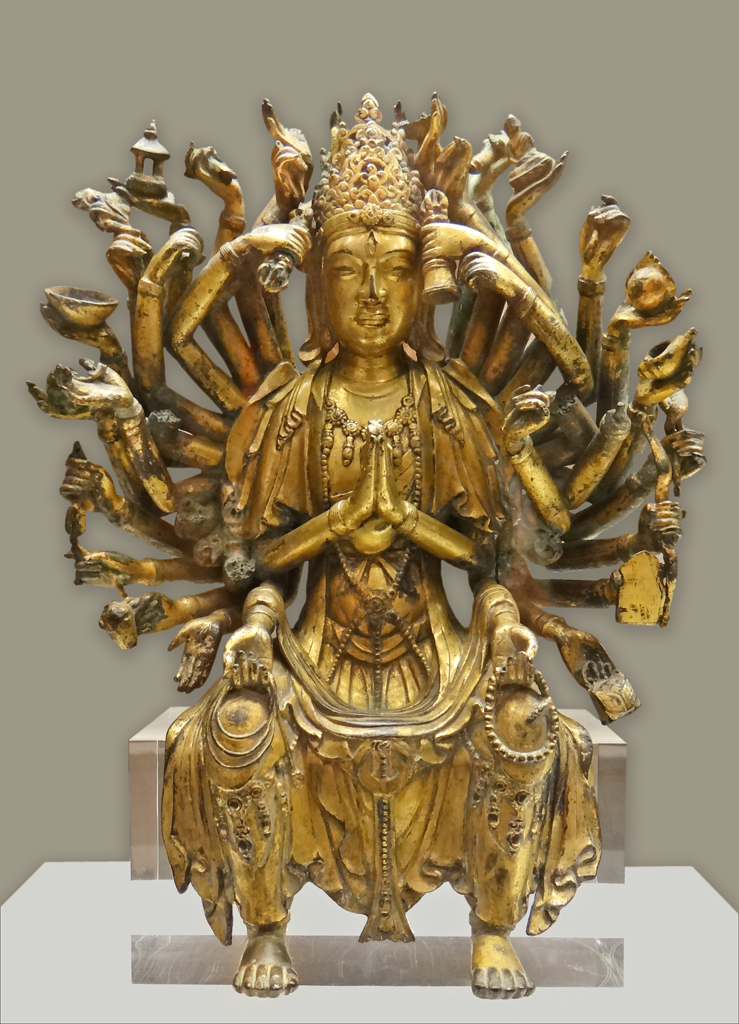
Guanyin/Kuan Yin è l'Avalokiteśvara associato alla suprema compassione e spesso è rappresentato con un'identità bisessuale

### Buddismo in Occidente
A differenza del buddismo presente nei maggiori paesi dell'Asia, la storia del buddismo in Occidente è tipicamente associata a una preoccupazione per l'uguaglianza sociale, in parte a causa della sua base d'appartenenza intellettuale al ceto medio e delle sue radici filosofiche poste nella libertà e nell'umanesimo secolare.
Quando applica la filosofia buddhista alla questione dell'omosessualità, i buddhisti occidentali spesso sottolineano l'importanza che Gautama Buddha ha posto sulla tolleranza, la compassione e la ricerca di risposte all'interno di sé. Essi sottolineano questi valori prevalenti anziché esaminare specifici brani o testi. Di conseguenza, il buddismo occidentale è spesso relativamente gay-friendly, soprattutto a partire dagli anni novanta. Poiché l'interpretazione di una condotta sessuale è una decisione individuale e non soggetta a giudizio da parte di un'autorità centrale, è maggiormente predominante la visione di accettare indistintamente tutte le persone, ma di rifiutare alcuni tipi di atti sessuali. Persone LGBT come Issan Dorsey, Caitriona Reed, Pat Enkyo O'Hara e Soeng Hyang sono state ordinate come monaci buddisti appartenenti al clero.
Tuttavia questa interpretazione della condotta sessuale è applicabile solo ai buddisti laici o ai sacerdoti secolari sposati del buddismo giapponese. È un errore assumere l'idea che sarebbe applicato a tutti i monaci. Nelle forme tradizionali del buddismo giapponese alle monache non è concesso di avere partner dello stesso sesso. Né le tradizioni del buddismo Theravada o del buddismo Mahāyāna o dell'interpretazione tradizionale Vinaya permettono ai monaci di avere partner dello stesso sesso. Devono per forza di cose mantenere lo stato di celibato, non importa quale sia il loro orientamento sessuale e non possono essere considerati monaci o monache nel buddismo monastico. La sessualità non è un fattore determinante della qualificazione di un candidato alla piena ordinazione in quelle tradizioni che seguono il tradizionale buddismo del Vinaya così com'è stato stabilito dal Buddha.

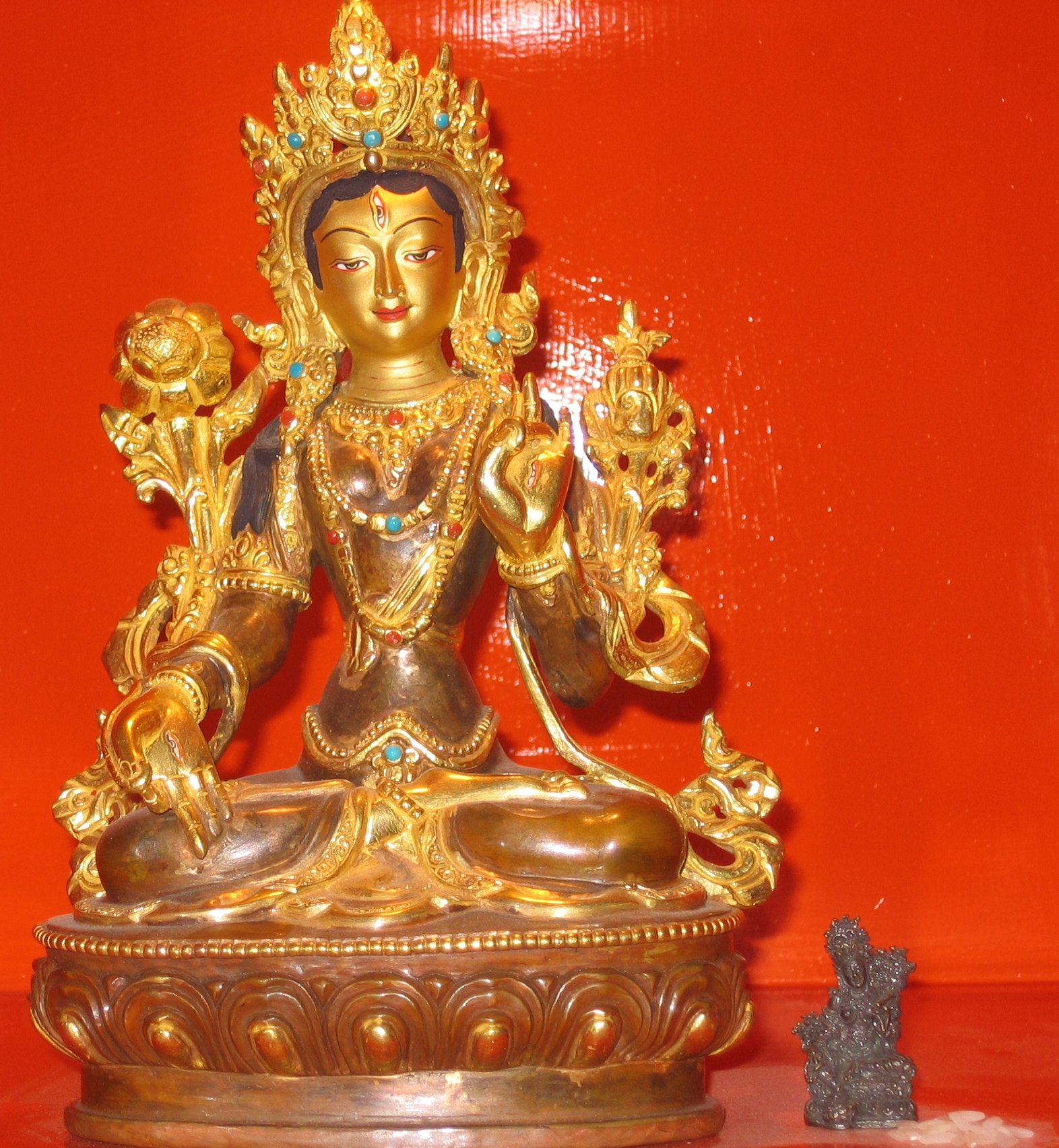
Tārā è nota per avere e assumere rappresentazioni di genere diversi

Una posizione interessante proviene dallo studioso occidentale di buddismo tibetano Alexander Berzin:
Il Dzogchen Ponlop Rinpoche, titolare delle linee di Karma Kagyü e Nyingma, in una conferenza del 2008 presentata ai praticanti LGBT del Dharma presso il Centro di Meditazione del buddismo Shambhala di New York, ha sottolineato il fatto che per i praticanti laici di buddismo Vajrayāna le relazioni omosessuali non sono migliori né peggiori delle relazioni eterosessuali e che solo i rapporti malsani in generale debbano essere evitati.
Sia il Sangha  Nalandabodhi, fondato da The Dzogchen Ponlop Rinpoche sia lo Sangha "Shambhala" fondato da Chögyam Trungpa, hanno affermato di accogliere tutti gli orientamenti sessuali. Il "Centro di Meditazione Shambhala di New York" ospita un gruppo settimanale di pratica autonominatosi "Queer Dharma", in particolare per soddisfare le esigenze della comunità buddhista LGBTQ. Secondo il Karma Kagyu danese Lama Ole Nydahl, il Buddha ha visto l'omosessualità come una circostanza che può rendere la vita più difficile e complicata, ma ha anche spiegato che la ragione per l'omosessualità potrebbe essere l'avversione contro il sesso opposto provata in una precedente vita. Nydahl dice comunque che l'orientamento sessuale non è veramente importante per esercitare bene il buddismo.
Il ramo statunitense di "Soka Gakkai International", un nuovo movimento religioso giapponese influenzato dal buddismo Nichiren, ha annunciato nel 1995 che avrebbe incominciato a celebrare il matrimonio tra persone dello stesso sesso e nel 2001 ha istituito una conferenza appositamente per i membri LGBT e i loro sostenitori. Un tempio buddista a Salt Lake City collegato con lo Jōdo Shinshū, un'altra scuola giapponese di buddismo, celebra anch'esso riti religiosi per le coppie dello stesso sesso.
Un'altra organizzazione buddista fondata in Occidente, la "Juniper Foundation", ha scritto un articolo intitolato A Buddhist Vote for Same Sex Marriage per dimostrare come il pensiero buddista possa abbracciare anche il matrimonio omosessuale:
Nel 2012 il buddismo in Australia ha espresso il proprio sostegno al matrimonio omosessuale in una ricerca condotta dal Parlamento australiano che ha cercato di raccogliere opinioni sulla legalizzazione del matrimonio tra persone dello stesso sesso.